# Apple Inc.
Apple Inc. je američka računalna tvrtka sa sjedištem u Silicijskoj dolini u gradu Cupertino, savezna država Kalifornija. Apple je jedna od tvrtki koja je pomogla pokretanju revolucije u osobnim računalima (PC) u kasnim 70. godinama 20. stoljeća, najprije računalima Apple I i Apple II, te kasnije Macintosh obitelji računala. Apple je tvrtka poznata i po mnogim inovacijama na polju softvera i hardvera, te po MP3 uređajima iPod kao i po iTunes Music Store. 

## Doba prije stvaranje tvrtke
Godine 1975. prije nego što je osnovao tvrku Apple sa svojim suradnikom, Steve Wozniak je bio elektronički stručnjak ("haker") i radio za tvrtku Hewlett-Packard. U slobodno vrijeme pomagao je prijatelja i kasnije poslovnog suradnika Stevea Jobsa koji je dizajnirao videoigre za tvrtku Atari. Wozniak je unajmljivao vrijeme na mikroračunalima tvrtke Call Computer, tvtke koja se bavila iznajmljivanjem vremena (timesharingom) i koju je vodio Alex Kamradt. U to vrijeme terminali i PC nisu postojali: izlazni podaci korisničkih programa ispisivali su se na pisaču. Kada je Wozniak vidio u časopisu Popular Electronics kako napraviti terminal s katodnom cijevi televizijskog ekrana, bacio se na posao. Koristeći lako dobavljive dijelove Wozniak je konstruirao Computer Conversor, terminal koji je mogao prikazati na zaslonu slova i brojeve u 24 linije s 40 znakova, koristeći samo velika slova. Ovaj terminal mogao se priključiti na mikroračunala Call Computera, i Alex Kamradt je otkupio Wozniakov dizajn i prodao manji broj terminala kroz svoju tvrtku.
1975. Wozniak je počeo dolaziti na sastanke kalifornijskog kluba Homebrew Computer Club. Pojava novih mikroračunala Altair 8800 i IMSAI inspirirala ga je na izradu vlastitog mikroračunala koje bi koristilo ranije napravljeni terminal.
U to vrijeme cijene mikroprocesora bile su visoke: Intelov 8080 prodavao se za 175$ (1975.), dok je Motorolin 6800 bio 170$. Wozniak je imao želju koristiti 6800, ali cijena je bila previsoka. Tako je Wozniak projektirao računala na papiru i čekao dan kada će se pojaviti procesor prihvatljive cijene. No to čekanje nije trajalo dugo, već 1976. tvrtka MOS Technology izbacila je na tržište mikroprocesor 6502 za samo 20$. Wozniak se odmah bacio na posao i napisao verziju BASICa za 6502, te počeo dizajnirati računalo oko novog procesora. Budući da je 6502 dizajnirao isti tim koji je stvorio 6800, Wozniak je dizajn koji je koristio 6800 s manjim preinakama prilagodio za 6502. Ubrzo je napravio prototip čije je mogućnosti predstavio na sastanku Homebrew Computer Club. Na tom sastanku Wozniak je sreo starog prijatelja Stevea Jobsa, koji se zanimao za komercijalizaciju malih hobi računala.

## Rane godine

### Apple I
Steve Jobs i Steve Wozniak ("dva Stevea") krenuli su na put stvaranja i prodaje hobi računala. Jobs je prvo stupio u kontakt s lokalnom trgovinom koja je prodavala računala, The Byte Shop, da proda ideju o hobi računalu. Vlasnik trgovine Paul Terrell rekao je Jobsu da je jedino zainteresiran ako su strojevi sklopljeni, te da će kupiti 50 primjeraka i platiti 500$ kada strojevi budu isporučeni. Paul Terrell je napravio uplatnicu s kojom je Jobs otišao kod distributera elektroničkih sklopova i dijelova Cramer Electronics, za narudžbu potrebnih dijelova za računalo Apple I. Kada je poslovođa upitao Jobsa kako će platiti narudžbu, Jobs je izjavio da ima narudžbu od The Byte Shopa koja je isplativa odmah po dostavljanju, i ako mu dozvoli da dobije dijelove s rokom plaćanja od 30 dana, on i njegovi suradnici moći će napraviti 50 računala i isporučiti ih The Byte Shopu na vrijeme i tako platiti za dijelove. Računovođa je nazvao vlasnika The Byte Shopa Paul Terrella, koji je u vremenu poziva bio na računalnom kongresu pod pokroviteljstvom IEEE, i Paul Terrell je dao garancije da je posao tako ugovoren i da će računala biti isporučena na vrijeme, čudeći se upornosti mladoga Stevea Jobsa. Po isporuci dijelova, dva Stevea i manja grupa ljudi okupljenih oko njih proveli su dan i noć sklapajući i ispitujući nova računala. Računala su bila isporučena na vrijeme i dobavljači dijelova plaćeni na vrijeme, a nakon isplate ostala je lijepa svota za proslavu kao i za sljedeću narudžbu. Steve Jobs je pronašao način kako finacirati svoju tvrtku bez prodaje udjela u tvrtki i tako uspio stvoriti multimilijunsku tvrtku.
Prvo računalo Apple I imalo je sljedeće osobine: koristilo je TV prijemnik kao zaslon, imalo osnovnu rutinu u ROM-u koju je pokretalo računalo pri uključenju, dok je za spremanje i učitavanje podataka korišteno sučelje prema kazetofonu. Brzina čitanja i upisivanja na kazetu bila je 1200 bit/s. Apple I je bilo jednostavno računalo, ali je za svoje vrijeme bilo vrhunac u dizajnu kućnih računala po svojim osobinama, jer mnoga kućna računala nisu imala vizualni zaslon, a i zbog malog broja dijelova koje je koristilo.
Nedugo poslije još jedan prijatelj Ronald Wayne priključio se Steve dvojcu u izgradnji računala. Koristeći razne načine da osiguraju financije: posuđujući poslovni prostor od prijatelja i rodbine, prodajući svoju imovinu (kalkulatore i VW kamionet) te koristeći laži i razne obmane Jobs je uspio skupiti dovoljno dijelova dok su Wozniak i Wayne sastavljali računala. Ova računala su bila sastavljena u lipnju 1975., kao što je bilo ugovoreno s Byte Shopom. Poslije prve narudžbe, uslijedile su nove, te je sastavljeno ukupno 200 Apple I računala.

### Stvaranje Apple II i uzlet tvrtke
Wozniak nije stao s Apple I, jer kada je dizajnirao ovo računalo nije imao mnogo novca pa su mnoge osobine bile ograničene sklopovima koji su mu bili dostupni. S dodatnim prihodom od prodaje Apple I, Wozniak je počeo stvarati novo i bolje računalo.
Računalo Apple II je bilo napredno: za razliku od Apple I, radilo je čim se izvadi iz kutije i uključi u struju. Apple II je imao novi TV međusklop, koji je pohranjivao sliku u zasebni spremnik i mogao prikazivati znakove kao i slike koje su kasnije bile u boji. Budući da je novo računalo bio pothvat koji je zahtijevao mnogo više novca nego što su imali na raspolaganju, Jobs je počeo tražiti novac za novo računalo, ali su banke bile nevoljne dati kredit za izgradnju računala za mase. Na kraju Jobs je uspio pronaći suradnika za novu tvrtku: "Mike" Markkula koji je postao supotpisnikom bankovnog kredita od 250 000$, a trojac Steve Jobs, Steve Wozniak i Mike Markkula osnovali su tvrtku Apple 1. travnja 1976.
Novcem od banke i s novim dizajnom izgradnja Apple II je ubrzo završena. Novo je računalo bilo predstavljeno javnosti na prvom Sajmu računala zapadne obale (West Coast Computer Faire) koji je trajao od 16. travnja do 17. travnja 1977. Pojava Apple II na sajmu izazvala je pravu buru. Na prvom danu sajma Jobs je pokazao novo računalo japanskom tekstilnom tehničaru koji se zvao 水島敏雄 (Mizushima Satoshi), koji je postao prvi službeni zastupnik Applea u Japanu. 
Od svoje pojave 1977., Apple je uspio prodati na milijune primjeraka Apple II računala, kroz razne modele obitelji računala Apple II. Ova računala nalazila su se u prodaji sve do kraja 80-ih godina 20. stoljeća. Nisu ubrojene kopije ili klonovi koji su nastajali u drugim zemljama radi zadovoljenja potražnje (npr. u Hrvatskoj tijekom 80-tih godina tvrtka Ivasim iz Ivanić-Grada je proizvodila Apple klonove).
Može se s pravom reći da je tvrtka Apple pokrenula tržište kućnih računala te da je imala veliki utjecaj u promicanju računarstva u osnovnom i srednjem školstvu.

## Apple III i Lisa
Već 80-ih godina tržište kućnih i osobnih računala je uhvatilo zamaha pa je Apple ubrzo dobio takmace, poput tvrtke IBM na poslovnom tržištu osobnih računala. Tvrtka IBM je bila sinonim za velika i skupa poslovna računala, ali nakon dolaska Apple i drugih tvrtki počelo se stvarati novo tržište malih poslovnih računala, za koje je IBM stvorio računalo PC. Računalo IBM PC je bilo isporučivano s DOS operacijskim sustavom licenciranim od Microsofta. Iako je Apple II bilo računalo izbora za mnoge male tvrtke, u Appleu su bili uvjereni da treba stvoriti novo, složenije računalo koje bi se moglo mjeriti s novim takmacima u tržištu poslovnog računarstva. Za ovo tržište je bilo stvoreno računalo Apple III koje je bilo potpuni neuspjeh, jer su računala bila skupa i sklona kvaru (zbog pregrijavanja) i u mnogim slučajevima nekompatibilna sa softverom napisanim za Apple II. Razlog neuspjehu nije bila nekompetentnost računalnih arhitekata u tvrtki Apple, već stalno uplitanje Jobsa u zadavanju neostvarivih ciljeva, kao na primjer nedozvoljavanju ugrađivanja ventilatora.
U međuvremenu razne skupine unutar tvrtke Apple radile su na računalu koje će posjedovati mnoge nove sposobnosti: slikovno korisničko sučelje GUI, računalni miš, sposobnost priključivanja u lokalnu mrežu LAN, te objektno orijentirano programiranje. Glavni pokretači ove ideje bili su Jef Raskin i Bill Atkinson koji su nastojali uvjeriti Stevea Jobsa da se takvo računalo izgradi što prije. Raskin i Atkinson organizirali su Jobsu posjet laboratorijima Xerox PARCa u prosincu 1979., da pogleda sposobnosti novog računala Alto koje je bilo zasnovano na principima koje su mnogi računalni arhitekti zagovarali. Mnogi znanstvenici u PARCu bili su protiv posjeta, no čelnici Xeroxa su za za ovu trodnevnu posjetu naplatili milijun dolara obveznica od tvrtke Apple (približno 18 milijuna dolara nakon prodaje u javnosti). Ova posjeta PARCu je mnogo vrijedila za Apple, jer je napravila prekretnicu u filozofiji tvrtke, i četiri godine poslije (1983.) na tržište izlazi računalo Apple Lisa, koje je utjelovilo sve nove pricipe ali je cijena bila prevelika: 10 000$. Ovo računalo zbog svoje cijene nije bilo prihvaćeno od poslovnog tržišta, i tri godine poslije (1986.) Apple prekida proizvodnju. Apple Lisa nije bilo jedino računalo koje se razvijalo po novim principima, drugi tim računalnih inženjera razvijao je računalo Apple Macintosh koje je spasilo tvrtku Apple od skore propasti.

## Računalo Macintosh
Jobs je bio odstranjen od projekta Lisa u sredini razvoja i obratio je punu pažnju na projekt Macintosh, projekt koji je bio zamišljen kao jeftinija inačica Lise. Razvojna grupa Macintosha bila je odvojena od središnjeg ureda tvrtke Apple, tako da nisu bili ometani od drugih zaposlenika i bili van domašaja suparnika. Maskota projekta Macintosh bila je piratska zastava s lubanjom i prekriženim kostima. Tajnost je bila imperativ tijekom projekta, no kako se projekt približavao kraju bilo je sve teže držati tajnu. Kada je računalo izišlo u javnost 24. siječnja 1984., Macintosh je izazvao promjenu na tržištu računala svojim korisničkim sučeljem, računalnim mišem i mogućnošću spajanja na računalnu mrežu. Jedini problem bila je cijena od 2 495$ za što se dobivalo: 128KB RAM, 12 inčni monokromatski zaslon, disketna jedinica od 400 KB i 16 bitni procesor 68000 s taktom od 8 MHz. Za razliku od Apple II računala, Macintosh je bio zasnovan za zatvorenom sustavu te nije bio napravljen za lako proširivanje preko kartica za proširenje kao što su Apple II računala bila poznata. Ovim je Apple htio zatvoriti put stvaranju jeftinih kopija računala koja su pogodila Apple II računala kao i IBM PC, ali ovo nastojanje da zadrže prava na operacijski sustav i na strojni dio računala dovelo je do toga da je Apple na kraju izgubio primat nad osobnim računalima nakon 1990-ih. Osim toga, pojava računala Macintosh natjerala je takmace da naprave svoje verzije slikovnog korisničkog sučelja. Tvrtka Microsoft koja je bila uključena u pisanje programa za prvi Macintosh, odlučila je iskoristiti iskustvo i napisati GUI sučelje za tadašnja PC računala. 1985. izbacuje na tržište prvu inačicu Microsoft Windows operacijskog sustava. Ostale tvrtke izbacuju svoje inačice GUI operacijskog sustava kao Digital Research s GEMS operacijskim sustavom, te tvrtka Commodore s Amiga OS-om.
Za više informacija o povjesti razvoja računala Macintosh pogledajte vanjsku poveznicu Iscrpna povijest razvoja računala Macintosh.

## Od 1990-tih do sada
U 90-tim godinama 20. stoljeća, tvrtka Apple je napravila renesansu, promijenila pristup tržištu i modernizirala operacijski sustav OS X, koji je sada zasnovan na otvorenim standardima (BSD). Apple je uveo mnoge inovacije (Firewire, WiFi) i trendove koje mnoge tvrtke slijede ili oponašaju. Macintosh računala su okosnica ponude tvrtke Apple: stolna računala (Mac mini, eMac, iMac, Power Mac G5), prijenosna računala (iBook, Power Book, sada macbook i macbook pro) i poslužitelji (Xserve). Apple je također napravila velike pomake u polju prijenosnih glazbenih uređaja u vidu obitelji proizvoda iPod, kao i na području masovnog spremanja podataka - NAS poslužitelja (Xserve RAID).

## Glavni direktori tvrtke Apple, od 1977. do danas
- 1977. – 1981.: Michael Scott
- 1981. – 1983.: Mike Markkula
- 1983. – 1993.: John Sculley
- 1993. – 1996.: Michael Spindler
- 1996. – 1997.: Gil Amelio
- 1997. – 2011.: Steve Jobs
- 2011.- : Tim Cook

- Poznatiji proizvodi
- Apple II (1977.)
- Apple Lisa (1983.)
- Apple Macintosh (1984.)
- PowerBook (1991.)
- Newton MessagePad (1993.)
- iMac G3 (1998.)
- iPod (2001.)
- Power Mac G4 Quicksilver (2002.)
- iMac G4 (2002.)
- iPhone (2007.)
- Današnji iMac (2012.)
- iPad Pro (2015.)
- Apple Watch (2015.)
- MacBook Air M1 (2020.)

## Vanjske poveznice
- Apple (Hrvatska)
- Povijest tvrtke Apple na engleskom jeziku
- Muzej Apple računala
- Hrvatska udruga Apple entuzijasta
- Hrvatska stranica posvećena vijestima vezanim uz Apple  Arhivirana inačica izvorne stranice od 6. svibnja 2008. (Wayback Machine)